# Sybilla Beckmann
Pour les articles homonymes, voir Beckmann.
Sybilla Beckmann est une mathématicienne américaine, professeure émérite de mathématiques Josiah Meigs 2011 à l'université de Géorgie et récipiendaire du prix Louise Hay de l'Association for Women in Mathematics.

## Biographie
Sybilla Beckmann a obtenu son doctorat en mathématiques de l'université de Pennsylvanie et a enseigné à l'université Yale en tant qu'instructeur J.W. Gibbs de mathématiques, avant de devenir professeure émérite de mathématiques Josiah Meigs à l'université de Géorgie, où elle enseigne actuellement.
Ses principaux intérêts incluent la cognition mathématique, l'éducation mathématique des enseignants et le contenu mathématique de la prématernelle (en) à la 8e année.

## Prix et distinctions
Elle reçoit en 2014 le vingt-quatrième prix Louise Hay de l'Association for Women in Mathematics (AWM).
En 2015 elle est lauréate du Prix Mary P. Dolciani (en) décerné par la Mathematical Association of America.

## Publications
Les publications de Beckmann sont les suivantes,.
- Mathematics for Elementary Teachers: Making Sense by "Explaining Why", dans les actes de la deuxième conférence internationale sur l'enseignement des mathématiques au premier cycle, J. Wiley & Sons, Inc., (2002)[5].
- What mathematicians should know about teaching math for elementary teachers. Mathematicians and Education Reform Newsletter, printemps 2004. Volume 16, numéro 2.
- Solving Algebra and Other Story Problems with Simple Diagrams: a Method Demonstrated in Grade 4 – 6 Texts Used in Singapore, The Mathematics Educator, 14, (1), pp.   42 à 46 (2004)[6].
- Avec Karen Fuson. Focal Points: Grades 5 and 6. Teaching Children Mathematics . Mai 2008. Volume 14, numéro 9, pages 508 - 517.
- Focus in Grade 5, Teaching with Curriculum Focal Points. (2009). Conseil national des professeurs de mathématiques. Ce livre développe les points focaux en 5e année, y compris des discussions sur les fondations nécessaires aux 3e et 4e années.
- Thomas J. Cooney, Sybilla Beckmann et Gwendolyn M. Lloyd. (2010). Developing Essential Understanding of Functions for Teaching Mathematics in Grades 9 – 12. Conseil national des professeurs de mathématiques[7].
- Karen C. Fuson, Douglas Clements et Sybilla Beckmann. (2010). Focus in Prekindergarten: Teaching with Curriculum Focal Points. Conseil national des professeurs de mathématiques.
- Karen C. Fuson, Douglas Clements et Sybilla Beckmann. (2010). Focus in Kindergarten: Teaching with Curriculum Focal Points. Conseil national des professeurs de mathématiques.
- Karen C. Fuson, Douglas Clements et Sybilla Beckmann. (2010). Focus in Grade 1: Teaching with Curriculum Focal Points. Conseil national des professeurs de mathématiques[8].
- Karen C. Fuson, Douglas Clements et Sybilla Beckmann. (2011). Focus in Grade 2: Teaching with Curriculum Focal Points. Conseil national des professeurs de mathématiques.
- Fuson, KC & Beckmann, S. (Automne / Hiver, 2012-2013). Standard algorithms in the Common Core State Standards. National Council of Supervisors of Mathematics Journal of Mathematics Education Leadership, 14 (2), 14-30.[9].
- Mathematics for Elementary Teachers with Activities, 4e édition, publié par Pearson Education, copyright 2014, date de publication janvier 2013[10].
- Beckmann, S., et Izsák, A. (2014). Variable parts: A new perspective on proportional relationships and linear functions. Dans Nicol, C., Liljedahl, P., Oesterle, S., et Allan, D. (Eds. ) Proceedings of the Joint Meeting of Thirty-Eighth Conference of the International meeting of the Psychology of Mathematics Education and the Thirty-Sixth meeting of the North American Chapter of the International Group for the Psychology of Mathematics Education, vol. 2, pp.   113–120. Vancouver, Canada: PME.
- Beckmann, S. & Izsák, A. (2014). Why is slope hard to teach? Blog de l'American Mathematical Society sur l'enseignement et l'apprentissage des mathématiques[11].
- Beckmann, S. et Izsák, A. (2015). Two perspectives on proportional relationships: Extending complementary origins of multiplication in terms of quantities. Journal for Research in Mathematics Education 46 (1), pp.   17–38.
- Beckmann, S., Izsák, A., et Ölmez, ©. B. (2015). From multiplication to proportional relationships. Dans X. Sun, B. Kaur, J. Novotna (Eds. ), Actes de conférence de l'ICMI Study 23: Primary mathematics study on whole numbers, pp.   518 - 525. Macao, Chine: Université de Macao[12].